# Хуан Вальдів'єсо
Хуан Вальдів'єсо (ісп. Juan Valdivieso, 6 травня 1910, Ліма — 2 травня 2007, Ліма) — перуанський футболіст, що грав на позиціях воротаря та нападника. По завершенні ігрової кар'єри — тренер.
Виступав, зокрема, за клуб «Альянса Ліма», а також національну збірну Перу, у складі якого був учасником першого чемпіонату світу 1930 року, а також чемпіоном Південної Америки 1939 року.
Семиразовий чемпіон Перу, у тому числі двічі як тренер.

## Клубна кар'єра
У дорослому футболі дебютував 1921 року виступами за команду клубу «Альянса Ліма», кольори якої і захищав протягом усієї своєї кар'єри гравця, що тривала двадцять один рік. У клубі не лише грав на позиції воротаря, але й у нападі. П'ять разів допомагав команді ставати чемпіоном Перу.

## Виступи за збірну
1930 року у складі національної збірної Перу був учасником першого чемпіонату світу, що проходив в Уругваї. На цьому турнірі захищав ворота своєї збірної у першій грі проти збірної Румунії, в якій пропустив три голи (гра закінчилася з рахунком 3:1 на користь європейців). Тож у другій грі чемпіонату ворота перуанців захищав вже Хорхе Пардон. Утім і цю гру було програно, і збірна Перу завершила змагання вже на груповому етапі. 
Згодом брав участь у трьох чемпіонатах Південної Америки — у 1935, 1937 і 1939 роках. Останній із цих турнірів відбувався в Перу, і титул континентальних чемпіонів на ньому здобули саме господарі змагання.
Загалом протягом кар'єри у національній команді, яка тривала 9 років, провів у формі головної команди країни 10 матчів, пропустивши 19 голів.

## Кар'єра тренера
Завершивши виступи на футбольному полі став футбольним тренером. Спочатку працював з клубними командами — був головним тренером «Депортіво Мунісіпаль», який під його керівництвом двічі вигравав чемпіонат Перу, а також «Дефенсор Ліма» та «Спорт Бойз».
Згодом протягом 1954–1955 років очолював тренерський штаб національної збірної Перу.
Помер 2 травня 2007 року на 97-му році життя у місті Ліма.

## Родина
Його молодший син Луїс Вальдів'єсо Монтано протягом 2008—2009 років був Міністром економіки і фінансів Перу, після чого отримав призначення Послом Перу у США.
Його онук Хуан Пабло Вальдів'єсо — плавець, представляв Перу на Олімпійських іграх у 2000 і 2004 роках.

## Титули і досягнення

### Як гравця
- Чемпіон Південної Америки: 1939
- Бронзовий призер Чемпіонату Південної Америки: 1935
- Чемпіон Перу (5):

«Альянса Ліма»:  1927, 1928, 1931, 1932, 1933

### Як тренера
- Чемпіон Перу (2):

«Депортіво Мунісіпаль»: 1943, 1950